# Jasper Sols
Jasper Sols (30 juni 1995) is een Belgisch voetballer die als middenvelder speelt. Hij doorliep de jeugdopleiding van Lierse SK en hij debuteerde op 4 mei 2013 in de Jupiler Pro League tegen KV Kortrijk. Hij viel na 88 minuten in voor Rachid Bourabia. In 2014 werd hij verhuurd aan KV Turnhout. In de zomer van 2014 trok Sols voor 2 jaar naar Dessel Sport. Van 2016 tot 2018 speelde hij bij SK Deinze in 1ste Amateur. Vanaf het seizoen 2018/19 komt hij uit voor Lierse Kempenzonen.

## Statistieken
| Seizoen         | Club               | Competitie         | Competitie  | Competitie | Beker       | Beker      | Totaal      | Totaal     |
| Seizoen         | Club               | Competitie         | Wedstrijden | Doelpunten | Wedstrijden | Doelpunten | Wedstrijden | Doelpunten |
| --------------- | ------------------ | ------------------ | ----------- | ---------- | ----------- | ---------- | ----------- | ---------- |
| 2012/13         | K. Lierse SK       | Jupiler Pro League | 1           | 0          | 0           | 0          | 1           | 0          |
| 2013/14         | KV Turnhout (huur) | Derde klasse       | 10          | 0          | 0           | 0          | 10          | 0          |
| 2014/15         | Dessel Sport       | Tweede klasse      | 26          | 0          | 1           | 0          | 27          | 0          |
| 2015/16         | Dessel Sport       | Tweede klasse      | 28          | 0          | 0           | 0          | 28          | 0          |
| 2016/17         | SK Deinze          | Eerste amateur     | 28          | 0          | 1           | 0          | 29          | 0          |
| 2017/18         | SK Deinze          | Eerste amateur     | 26          | 0          | 0           | 0          | 26          | 0          |
| 2018/19         | Lierse Kempenzonen | Eerste amateur     | 25          | 0          | 0           | 0          | 25          | 0          |
| 2019/20         | Lierse Kempenzonen | Eerste amateur     | 1           | 0          | 0           | 0          | 1           | 0          |
| Carrière totaal | Carrière totaal    | Carrière totaal    | 145         | 0          | 2           | 0          | 147         | 0          |

Bijgewerkt op 22 oktober 2019.